# 布泰尔市镇

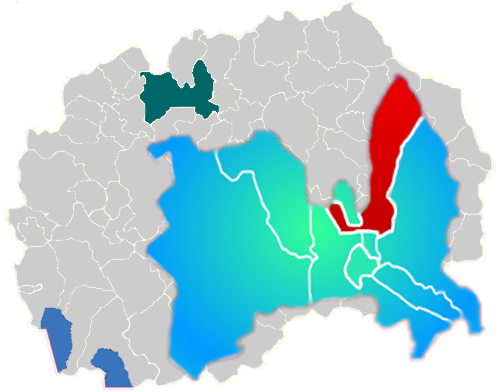
所在位置

布泰尔市镇，为北马其顿的一个市镇,为构成首都斯科普里的10个市镇之一。该市镇西临卡爾波什市鎮，北临舒托奧里扎里市鎮、丘切尔桑代沃市镇、利普科沃市镇，南邻加齊巴巴市鎮、查伊尔市镇。总面积60.79 km²，总人口37371。